# Unicast
A számítógép-hálózatok területén az  egyesküldés vagy unicast csomagtovábbítási módszer olyan üzenetküldésnek felel meg, ami egyedi címmel meghatározott, egyetlen hálózati célcímre (interfészre) történik.

## Címzési módszerek
A unicast a broadcast (üzenetszórás) elnevezéssel szembeállítva értelmezhető; utóbbi esetben ugyanazt az adat az összes lehetséges célcímre eljuttatásra kerül. Egy másik, több célcímű módszer a multicast, a címzés speciális kialakításával csak az „érdekelt” címekre juttatja el az adatokat.
A hálózatokban az egyesküldés használatos akkor, ha egy privát vagy egyedi erőforrás kerül lekérésre..
A tömeges terjesztésű hálózati alkalmazások sok esetben túl drágák lennének, ha egyesküldéssel kapcsolódnának, hiszen minden egyes hálózati kapcsolat a küldő gazdagép számítási erőforrásait fogyasztja, és az átvitelhez önálló hálózati sávszélességre van szüksége. Az ilyen hálózati alkalmazások közé tartozik általában a  multimédiás információ interneten keresztül való kézbesítése, azaz a streaming media. A unicast címzést használó internetes rádióállomások üzemeltetése magas adatátviteli költséggel járhat.
A unicast-alapú médiakiszolgálók minden egyes felhasználó számára új adatfolyamot nyitnak meg és szolgálnak ki. A multicast-alapú kiszolgálók nagyobb közönséget lehetnek képesek kiszolgálni azáltal, hogy egyidőben több felhasználó felé kézbesítik a tartalmat.

## Fordítás
- Ez a szócikk részben vagy egészben a Unicast című angol Wikipédia-szócikk ezen változatának fordításán alapul.  Az eredeti cikk szerkesztőit annak laptörténete sorolja fel. Ez a jelzés csupán a megfogalmazás eredetét és a szerzői jogokat jelzi, nem szolgál a cikkben szereplő információk forrásmegjelöléseként.